# Viscaceae
Viscaceae es una familia de plantas fanerógamas. En el año 1981 se reconocía esta familia por el sistema Cronquist.
Sin embargo el sistema APG II de 2003, no reconoce esta familia, tratándola como sinónimo de  Santalaceae. 

## Viscaceae incluía los siguientes géneros
- Arceuthobium
- Dendrophthora
- Ginalloa
- Korthalsella
- Notothixos
- Phoradendron
- Viscum